# Torneig de les Sis Nacions 2022
El Torneig de les Sis Nacions de 2022, coneguda per motius de patrocini com el Guinness Six Nations 2022 a causa del patrocini de la marca de la cervesa irlndesa Guiness, fou la 23a edició d'aquest torneig en el format de Sis Nacions i la 128a incloent tots els formats de la competició. El torneig se celebrarà entre el 5 de febrer i 19 de març del 2022.
En aquesta edició, la selecció Francesa va guanyar el campionat i el Grand Slam. Fou el primer títol i el Grand Slam des del 2010 i la Selecció Irlandesa va guanyar la Triple Corona per la sexta vegada, on va aconseguir per la última vegada en 2018.

## Països participants
| Selecció   | Estadi local         | Capacitat | Ciutat      | Entrenador      | Capità          |
| ---------- | -------------------- | --------- | ----------- | --------------- | --------------- |
| Anglaterra | Twickenham Stadium   | 82,000    | Londres     | Eddie Jones     | Tom Curry       |
| França     | Stade de France      | 81,338    | Saint-Denis | Fabien Galthié  | Antoine Dupont  |
| Irlanda    | Aviva Stadium        | 51,700    | Dublín      | Andy Farrel     | Jonathan Sexton |
| Itàlia     | Stadio Olimpico      | 73,261    | Roma        | Kieran Crowley  | Michele Lamaro  |
| Escòcia    | Murrayfield Stadium  | 67,144    | Edimburg    | Gregor Townsend | Stuart Hogg     |
| Gal·les    | Principality Stadium | 73.931    | Cardiff     | Wayne Pivac     | Dan Biggar      |

## Classificació
| Pos                                                             | País       | Partits | Partits | Partits | Partits | Punts   | Punts    | Punts | Punts | Taula de punts |
| Pos                                                             | País       | J.      | G.      | I.      | P.      | A favor | En cont. | Dif.  |       | Taula de punts |
| --------------------------------------------------------------- | ---------- | ------- | ------- | ------- | ------- | ------- | -------- | ----- | ----- | -------------- |
| 1                                                               | França     | 5       | 5       | 0       | 0       | 141     | 73       | +68   | 5     | 25             |
| 2                                                               | Irlanda    | 5       | 4       | 0       | 1       | 168     | 63       | +105  | 5     | 21             |
| 3                                                               | Anglaterra | 5       | 2       | 0       | 3       | 101     | 96       | +5    | 2     | 10             |
| 4                                                               | Escòcia    | 5       | 2       | 0       | 3       | 92      | 121      | −29   | 2     | 10             |
| 5                                                               | Gal·les    | 5       | 1       | 0       | 4       | 76      | 104      | –28   | 3     | 7              |
| 6                                                               | Itàlia     | 5       | 1       | 0       | 4       | 60      | 181      | −121  | 0     | 4              |
| Source: Guiness 6 Nations Table (visitat el 19 de març de 2022) |            |         |         |         |         |         |          |       |       |                |